# Uranophora superba
Uranophora superba är en fjärilsart som beskrevs av Druce 1906. Uranophora superba ingår i släktet Uranophora och familjen björnspinnare. Inga underarter finns listade i Catalogue of Life.